# چشمه آبشار سیبیه خانی
چشمه آبشار سیبیه خانی که با نام‌های سفید آب و آق بلاغ هم شناخته می‌شود، با طول ۱۸۰ متر، لقب طولانی‌ترین آبشار «چشمه آبشار» ایران را به خود اختصاص داده است. این آبشار در روستای لرد از توابع بخش شاهرود خلخال استان اردبیل واقع شده و با ارتفاع ۲۷۵۰ متر از سطح دریا، پس از قله آق داغ، بلندترین نقطه شهرستان خلخال به‌شمار می‌رود.
این آبشار، در نزدیکی قله آق داغ واقع شده است. در دامنه‌های این رشته کوه، چشمه سارهای فراوانی وجود دارد که تأمین‌کننده آب جریان‌هایی چون میانرودان، گلبند رود، رودخانه زال و… می‌باشند. مهم‌ترین چشمه این ناحیه که آبدهی قابل توجهی دارد، چشمه سیبیه خانی است.
گونه‌های متنوع گیاهی درختی و علفی، از جمله داروهای گیاهی مانند قارچ‌های طبیعی خوراکی، گلپر، آویشن، بابونه، چای کوهی، نسترن وحشی (به تاتی گیلیک)، گل گاوزبان، کاکوتی، شاه تره، نعنا، پونه، کتیرا و… و همچنین میوه‌های خوراکی نظیر تمشک در پیرامون این آبشار وجود دارند.

آب این چشمه، منشأ تشکیل یکی از سر شاخه‌های اصلی رودخانه زال می‌باشد که از طریق این رود به رودخانه قزل اوزن تخلیه می‌شود. این چشمه و آبشار در محدوده منطقه حفاظت شده آق داغ که مهم‌ترین زیستگاه حیات وحش در استان اردبیل است، قرار دارد. نزدیکترین راه ارتباطی به آبشار سیبیه خانی، از طریق روستای لرد که در بخش شاهرود خلخال واقع شده، میسر است.
گرچه می‌توان در روزهای گرم تابستان از این آبشار بازدید کرد اما بهترین فصل برای دیدن زیبایی‌های منطقه، شنیدن صدای کبکان و بلبلان و صدای روح بخش آب، فصل بهار، به‌ویژه ماه‌های اردیبهشت و خرداد می‌باشد.

## وجه تسمیه
نام این آبشار برگرفته از چشمه‌ای است که در بالای این آبشار قرار دارد و این نام برگرفته از زبان تاتی گویش روستای لرد بخش شاهرود خلخال است. سیبیه به معنای چیزی که سفیدرنگ باشد و خانی به معنای چشمه می‌باشد.

## اختصاص بودجه استانی

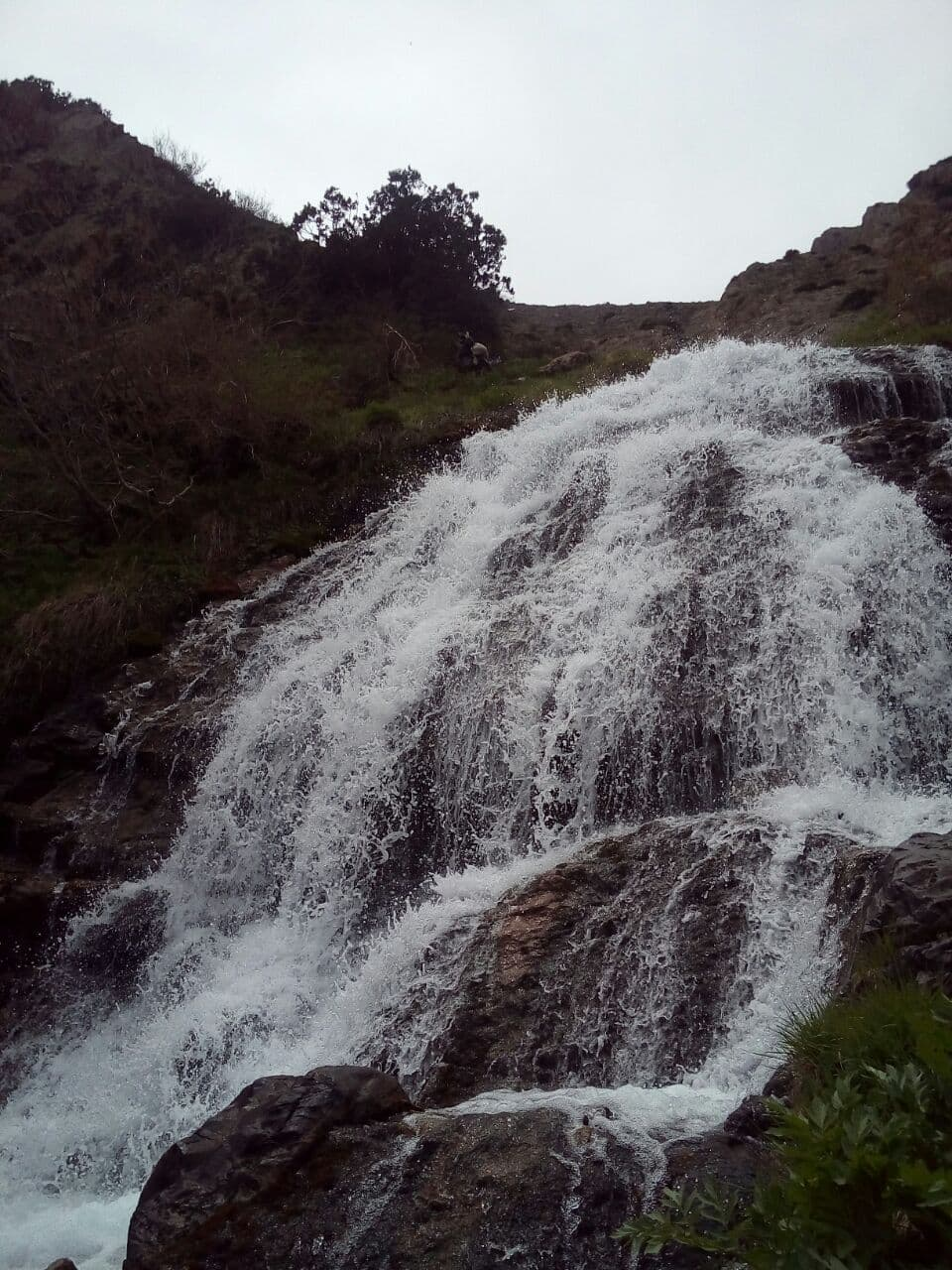
تصویری از آبشار سیبیه خانی در روستای لرد

در دومین جشنواره فرهنگی و گردشگری روستای لرد، سید غنی نظری نماینده مردم خلخال و کوثر در مجلس شورای اسلامی خبر از اختصاص ۱۰ میلیارد ریال بودجه برای بازگشایی مسیر آبشار سیبیه خانی داد.

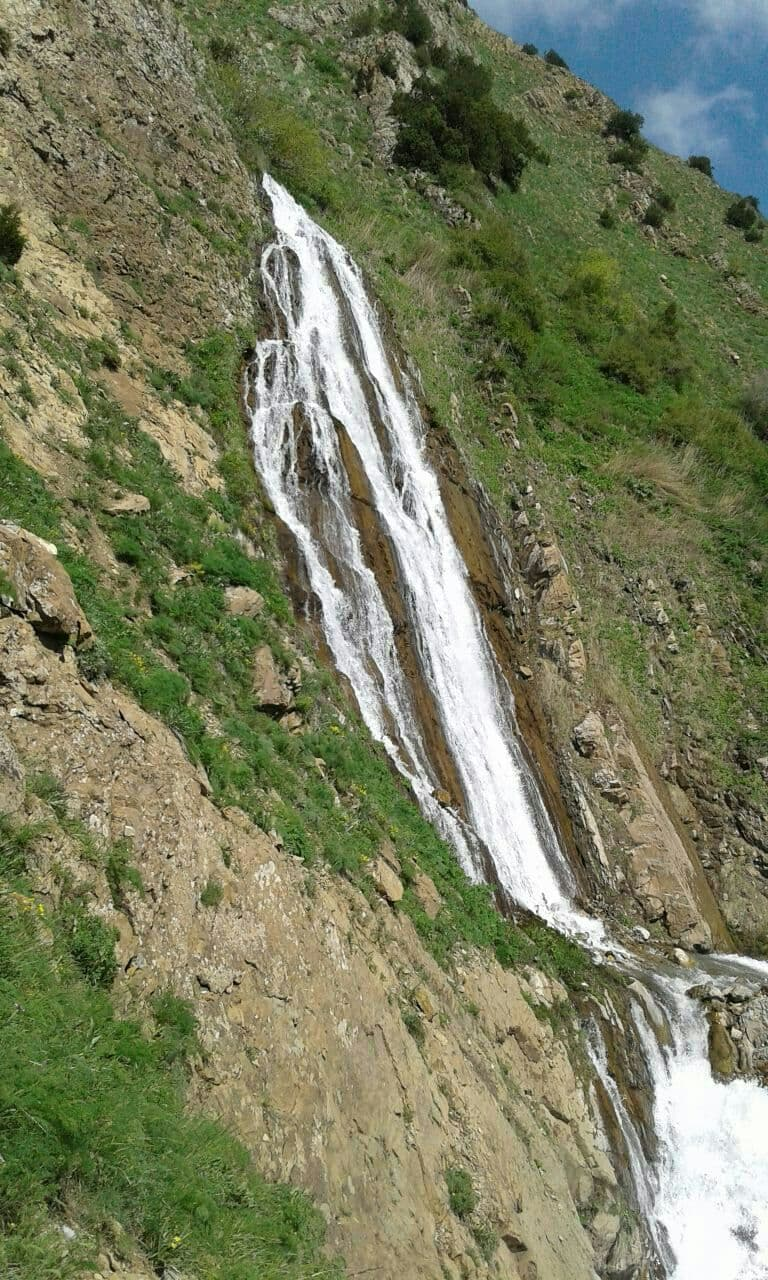
نمایی از آبشار

## محل قرارگیری آبشار
با توجه به نقشه‌های متعدد ثبت شده توسط سازمان آمار ایران در سال‌های ۱۳۹۰٬۱۳۸۵ و ۱۳۹۵، و نظر اتفاق اداره کل میراث فرهنگی، گردشگری و صنایع دستی استان اردبیل، مسئولان و مردم خلخال، این آبشار در خاک روستای لرد از توابع بخش شاهرود شهرستان خلخال قرار دارد.

## چگونه رفتن

### با ماشین سواری
از تهران: باید از طریق آزاد راه تهران-رشت و شهرهای تالش و فومن راه خلخال را در پیش گرفت و البته مسافرانی که از طریق اتوبان تهران زنجان تبریز در حرکت هستند باید با حرکت در مسیر سرچم اردبیل در سه راهی فاراب راه خود را به طرف خلخال در پیش گیرند یا قبل از تونل‌های اتوبان اردبیل-سرچم در شهر هشجین مسیر خود را به طرف خلخال ادامه دهند و از آنجا می‌توانید با ورود به بخش شاهرود و با گذر از شهر کلور، دهستان شال، روستاهای دیز قشلاق و کرین به روستای گردشگری لرد برسید و با پیگیری تابلوهای راهنما و مردم محلی به این آبشار زیبا برسید.
از استان گیلان: می‌توان با گذر از شهرک تاریخی ماسوله، روستاهای ماجولان، جلال‌آباد، طهارم دشت، دهستان شال، روستاهای دیز قشلاق، کرین به روستای گردشگری لرد رسید و با پیگیری تابلوهای راهنما به آبشار سیبیه خانی برسید.
از خلخال:با گذر از خوجین، طولش، بفراجرد و روستای میانرودان به روستای گردشگری لرد برسید. بخشی از این مسیر خاکی است که این می‌تواند برای سرنشینان خودروهای سواری خوشایند نباشد.

### حمل و نقل عمومی
هر روز و به‌صورت مرتب اتوبوس‌هایی از پایانه‌های تهران به سمت خلخال حرکت می‌کنند. همچنین نزدیک‌ترین فرودگاه به خلخال فرودگاه شهر اردبیل است که از طریق پروازهای تهران اردبیل در دسترس شماست. از اردبیل برای رفتن به خلخال باید یک ماشین کرایه کنید.

### توصیه‌های سفر
- قبل از سفر شرایط آب و هوایی منطقه و روستا را بررسی کنید.
- با توجه به اینکه در مسیر آبشار کوه پیمایی خواهید کرد، پس حتماً از کفش‌های مخصوص کوهنوردی و بنابر توصیه از عصای کوهنوردی یا چوپ دستی استفاده کنید.
- اگر قصد کمپینگ دارید، قبل از سفر، از فروشگاه‌های درون روستا خریدهایتان را انجام دهید. چون در ادامه مسیر مغازه ای وجود ندارد.
- قبل از سفر به آبشار کیسه‌های زباله تهیه کنید تا زباله‌های تولید شده را درون آن بریزید و از قرار دادن آن‌ها در محیط اجتناب کنید و در انتها آن را با خود منتقل کنید تا به طبیعت نامهربانی نکرده باشیم.
- سعی کنید آسیبی به گیاهان و حیواناتی که در این ناحیه زندگی می‌کنند نرسانید.
- حتماً از تجربه‌ها و راهنمایی مردم محلی دربارهٔ آبشار و مسیر آن، سوغات و محصولات روستا استفاده کنید.
- از دیگر جاذبه‌های گردشگری روستا هم دیدن کنید. بازدید از آنها شما را شگفت زده خواهد کرد.